# بيكتييفكا
بيكتييفكا (بالروسية: Бехтеевка) هي مدينة في مقاطعة بيلغورود أوبلاست في روسيا. يبلغ عدد سكانها حوالي 3297 نسمة.